# Himalopenetretus
Himalopenetretus is een geslacht van kevers uit de familie van de loopkevers (Carabidae). De wetenschappelijke naam van het geslacht werd voor het eerst geldig gepubliceerd in 2002 door Zamotajlov.

## Soorten
Het geslacht omvat de volgende soorten:
- Himalopenetretus falciger (Heinz & Ledoux, 1989)[2]
- Himalopenetretus franzi (Zamotajlov & Sciaky, 1998)
- Himalopenetretus burangensis Yan, Shi & Liang, 2020[3]